# Río Nene
El río Nene es un corto río costero de la vertiente del mar del Norte del Reino Unido que discurre por el este de Inglaterra en los condados de Northamptonshire, Cambridgeshire, Lincolnshire y Norfolk. El Nene tiene una longitud de 161 kilómetros y es el décimo río más largo del Reino Unido. El terreno alrededor del Nene es llano, especialmente cerca del mar.
El Nene empieza en la colina de Arbury Hill en el condado de Northamptonshire. El primer pueblo al lado del Nene es Badby, y más tarde Newnham, Weedon Bec, Newham Heyford, antes de entrar su primera villa, Northampton, la capital del condado. Después de Northampton, el Nene tiene depósitos y lagos a su lado. Corre en  las villas de Wellingborough, Irthlingborough, Rushden y Oundle.
Más tarde el Nene entra el condado de Cambridgeshire y corre en la villa grande de Peterborough, y entonces Wisbech. El último pueblo al lado del Nene es Sutton Bridge en Lincolnshire. El río desemboca en The Wash en el mar del Norte.